# Gęstość zaludnienia

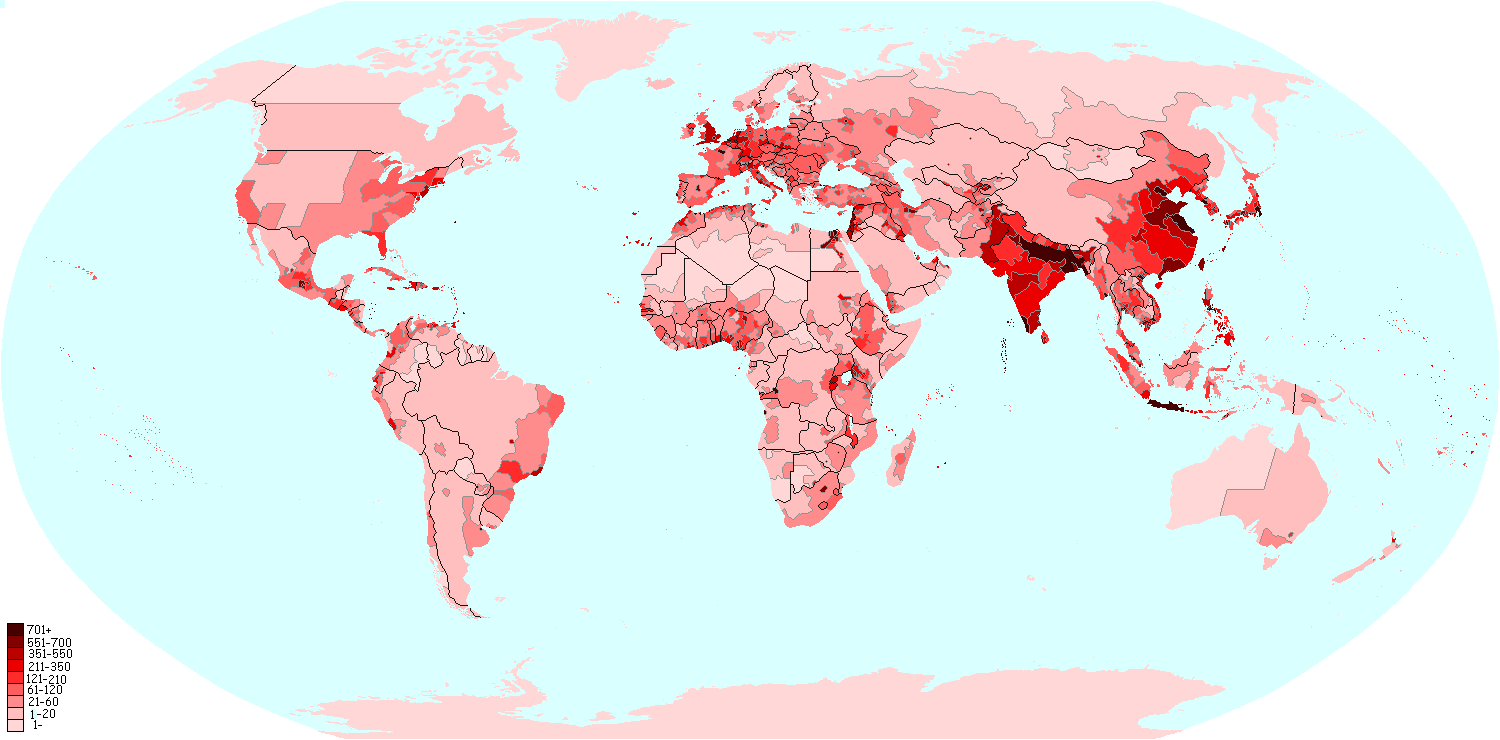
Średnia gęstość zaludnienia według jednostek administracyjnych

Gęstość zaludnienia – miara przyporządkowująca populację do powierzchni. W przypadku zaludnienia poszczególnych regionów świata najczęściej stosuje się liczbę osób w przeliczeniu na km².

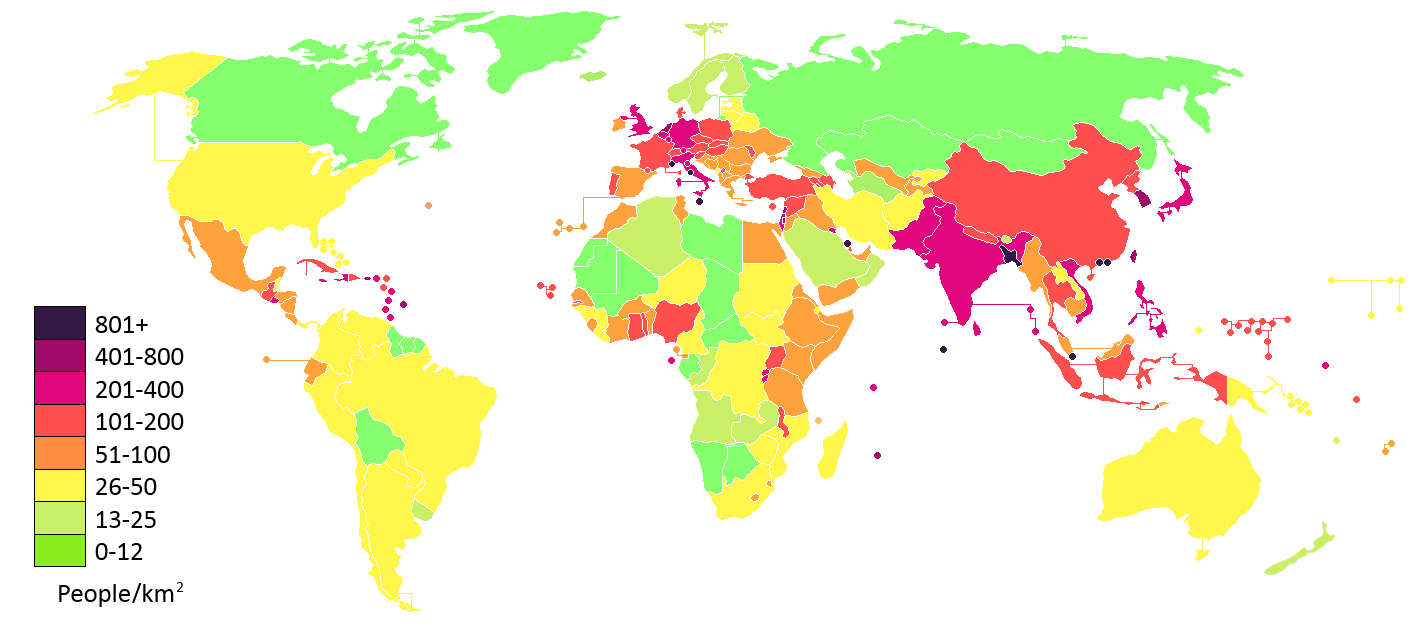
Średnia gęstość zaludnienia w poszczególnych krajach

## Państwa o największej gęstości zaludnienia
- Monako
- Singapur
- Bahrajn
- Watykan
- Malta
- Malediwy
- Bangladesz
- Barbados
- Mauritius
- San Marino
- Korea Południowa

## Gęstość zaludnienia w województwach Polski
1. śląskie – 366 os./km²
2. małopolskie – 225 os./km²
3. mazowieckie – 153 os./km²
4. dolnośląskie – 145 os./km²
5. łódzkie – 134 os./km²
6. pomorskie – 128 os./km²
7. podkarpackie – 119 os./km²
8. kujawsko-pomorskie – 115 os./km²
9. wielkopolskie – 117 os./km²
10. świętokrzyskie – 105 os./km²
11. opolskie – 104 os./km²
12. lubelskie – 83 os./km²
13. zachodniopomorskie – 74 os./km²
14. lubuskie – 72 os./km²
15. warmińsko-mazurskie – 59 os./km²
16. podlaskie – 58 os./km²

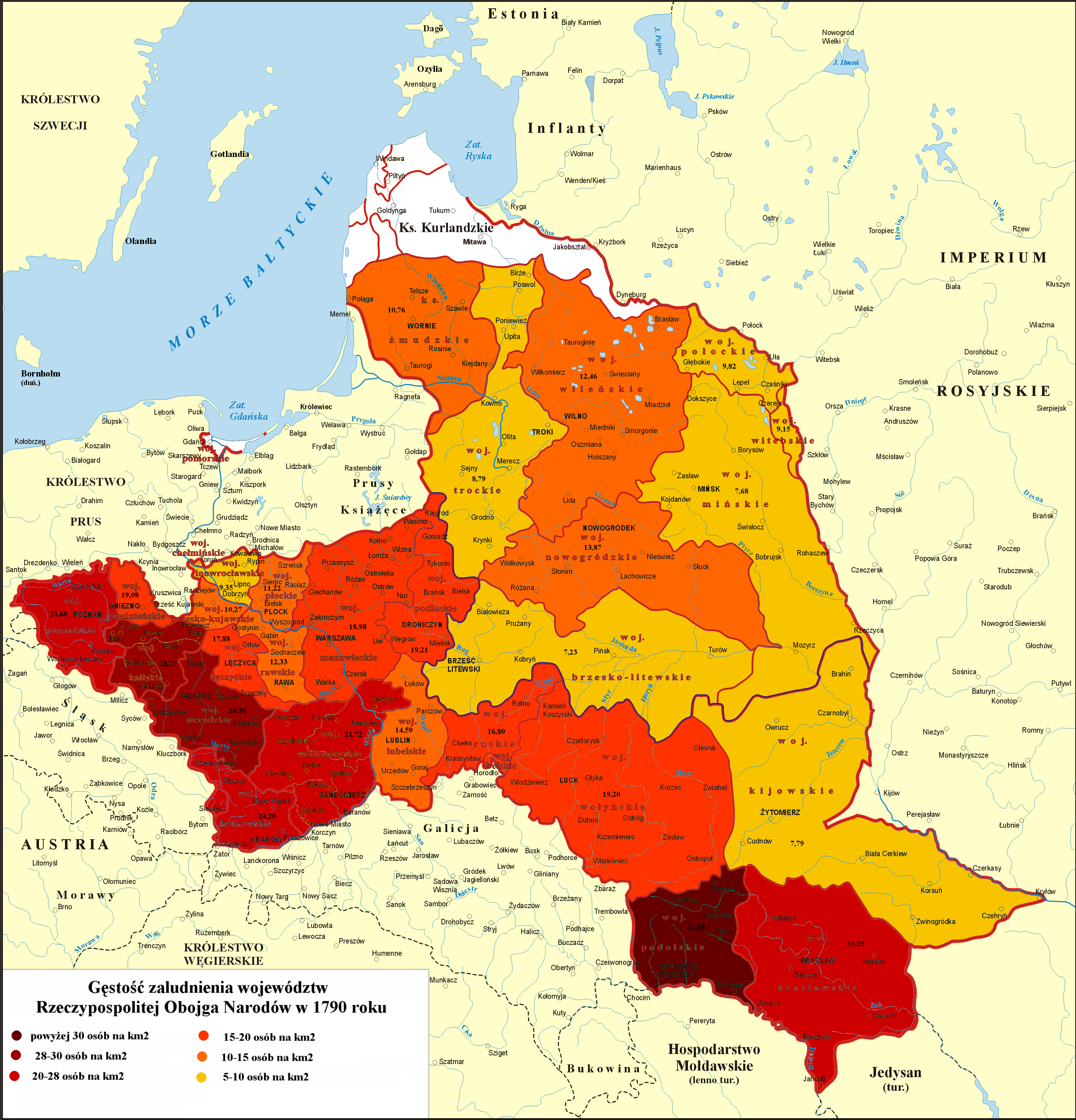
Gęstość zaludnienia według województw w Rzeczypospolitej Obojga Narodów w 1790 roku

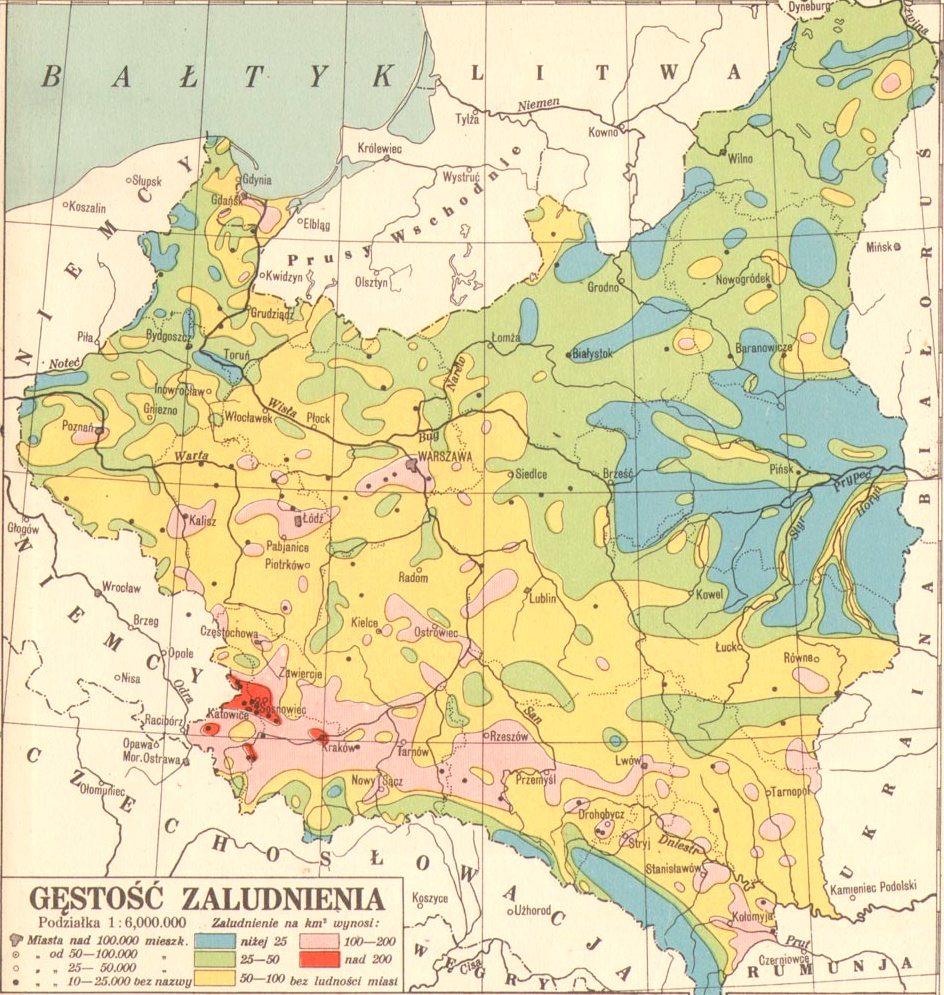
Gęstość zaludnienia w II Rzeczypospolitej, 1930

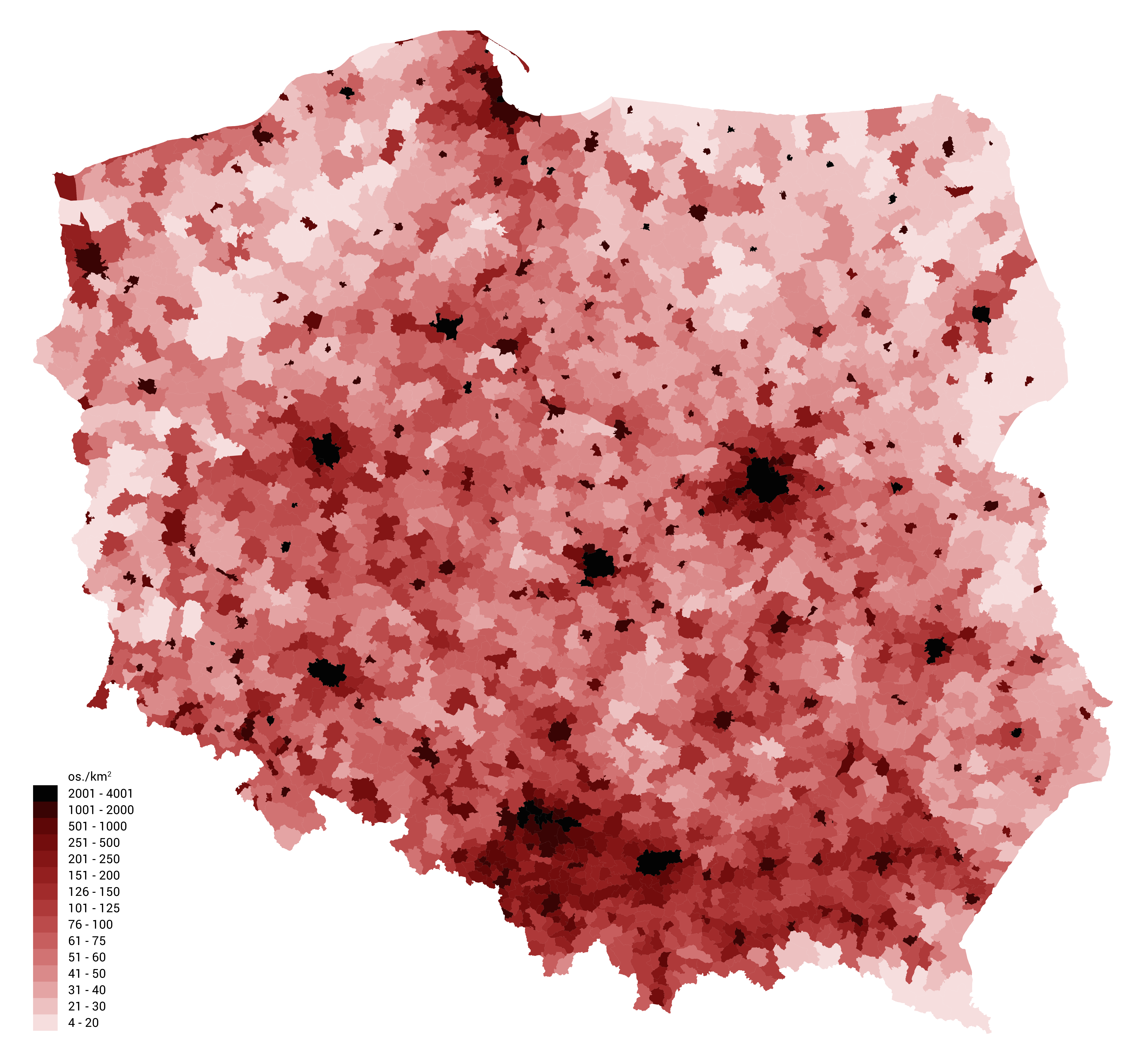
Gęstość zaludnienia według gmin w Polsce, 2016

Stan zaludnienia województw w 2020 roku.

### Miasta w Polsce o największej gęstości zaludnienia
1. Legionowo
2. Piastów
3. Świętochłowice
4. Swarzędz
5. Chorzów
6. Warszawa
7. Pruszków
8. Ząbki
9. Mińsk Mazowiecki
10. Nowe Skalmierzyce

### Powiaty ziemskie w Polsce o największej gęstości zaludnienia
1. powiat pruszkowski
2. powiat wodzisławski
3. powiat będziński
4. powiat mikołowski
5. powiat oświęcimski